# Hyde
hyde（1969年1月29日—），本名寶井秀人，出生於和歌山縣和歌山市，日本搖滾樂團L'Arc~en~Ciel（彩虹樂團）的主唱、P'UNK〜EN〜CIEL吉他手、自組樂團「VAMPS」主唱。至2006年為止以HYDE（英文大寫）進行單飛活動。2008年與Oblivion Dust的K.A.Z組成新樂團VAMPS。身高161公分。妻子是晨間節目的氣象播報員大石惠。

## 歷史
- 2001年

- 10月17日：首張SOLO單曲『evergreen』發行
- 10月17日：個人品牌HAUNTED RECORDS成立，官方網站HYDEIST開站
- 10月22日：本人出演的『UNIQLO』服裝廣告開始播放
- 12月12日：第二張SOLO單曲『Angel's Tale』發行

- 2002年

- 1月27日：以『A DROP OF COLOUR』為廣告曲的電影『化粧師～kewaishi～』廣告開始播放
- 2月27日：第三張SOLO單曲『SHALLOW SLEEP』發行
- 3月27日：第一張SOLO專輯『ROENTGEN』發行
- 7月4日：亞洲英文版專輯『ROENTGEN ENGLISH VERSION』發行
- 7月12日：造訪台灣宣傳亞洲英文版專輯『ROENTGEN ENGLISH VERSION』
- 7月15日：造訪香港宣傳亞洲英文版專輯『ROENTGEN ENGLISH VERSION』
- 7月17日：造訪韓國宣傳亞洲英文版專輯『ROENTGEN ENGLISH VERSION』
- 9月10日：首次演出的電影『MOON CHILD』製作發表會
- 12月7日：HYDEIST第一次OFF會
- 12月8日：HYDEIST第一次OFF會
- 12月28日：出席電影『MOON CHILD』寫真展剪綵

- 2003年

- 3月21日：電影花絮錄影帶『MOON CHILDメイキングビデオPrelude ～前奏曲～』發行
- 3月27日：出席電影『MOON CHILD』完成披露試映會
- 4月7日：以『HELLO』為廣告曲，本人出演的『40メロミックス』手機鈴聲廣告開始播放
- 4月19日：出席電影『MOON CHILD』首映會
- 4月27日：演唱會巡迴『SONS OF ALL PUSSYS WITH HYDE TOUR』開始
- 6月4日：第四張SOLO單曲『HELLO』發行
- 7月27日：參加赤坂BLITZ的演出『SHAM03』
- 8月1日：參加茨城縣常陸那珂市國營常陸海濱公園的演出『ROCK IN JAPAN FES.2003』
- 9月25日：電影DVD『MOON CHILD』發行
- 11月6日：第五張SOLO單曲『HORIZON』發行
- 11月7日：以『SHINING OVER YOU』為廣告曲的任天堂遊戲『バテン·カイトス』廣告開始播放
- 12月3日：第二張SOLO專輯『666』發行
- 12月3日：寫真集『HYDE 666 ROCK ROCK ROCK』發行

- 2004年

- 2月9日：HYDEIST限定演唱於クラブチッタ川崎舉行
- 2月10日：演唱會巡迴『2004 FIRST TOUR 666』開始
- 3月21日：HYDEIST第二次OFF會『2004 HYDEIST OFF-MIDNIGHT CELEBRATION』於沖繩舉行
- 9月2日：出席電影『下弦の月~ラスト·クウォーター』完成披露記者會
- 9月14日：電影相關寫真集『下弦の月~ラスト·クウォーター PHOTO MAKING BOOK』發行
- 9月25日：電影花絮DVD『MAKING OF 下弦の月』發行
- 10月9日：出席澁谷公會堂『下弦の月～ラスト·クォーター～』電影首映會
- 10月10日：出席福岡『下弦の月～ラスト·クォーター～』電影上映會
- 10月11日：出席名古屋，札幌『下弦の月～ラスト·クォーター～』電影上映會
- 10月14日：英文版專輯『ROENTGEN.english』發行
- 11月3日：PV集DVD『ROENTGEN STORIES』發行

- 2005年

- 2月26日：電影DVD『下弦の月 ~ラスト·クォーター』發行
- 8月31日：首次為他人作曲的中島美嘉單曲『GLAMAROUS SKY』發行
- 10月1日：出席『ステルス』首映會
- 10月5日：第六張SOLO單曲『COUNTDOWN』發行
- 10月29日：演唱會『HALLOWEEN OF THE LIVING DEAD』開始

- 2006年

- 1月14日：以『SEASON'S CALL』作為動畫『BLOOD+』第14集片頭曲開始播放
- 2月22日：第七張SOLO單曲『SEASON'S CALL』發行
- 4月1日：演唱會巡迴『HYDE TOUR 2006 FAITH』開始
- 4月26日：第三張SOLO專輯『FAITH』發行
- 7月2日：演唱會巡迴『HYDE LIVE US Appearances 2006』開始
- 7月5日：第三張SOLO專輯『FAITH』於美國發行
- 7月15日：演唱會巡迴『HYDE TOUR 2006 FAITH 追加公演』開始
- 8月13日：演唱會巡迴『HYDE TOUR 2006 FAITH アリーナ公演』開始
- 8月15日：參加仙台夢メッセ宮城的演出『SUMMER SONIC AFTER』
- 11月8日：寫真集『HYDE 3rd SOLO PROJECT 2006 COMPLETE BOOK FAITH』發行
- 11月8日：演唱會DVD『HYDE FAITH LIVE』發行
- 12月25日：參加日本武道館的演出『DANGER CRUE PRESENTS 天嘉-伍-』

- 2009年

- 3月18日：個人精選集『HYDE』發行
- 8月11日：參加台灣台北華山藝文創意園區2009 Summer Rock Summit夏日搖滾高峰會演唱會首日(VAMPS)
- 8月12日：參加台灣台北華山藝文創意園區2009 Summer Rock Summit夏日搖滾高峰會演唱會次日(VAMPS)

## 作品

### 單曲

#### HYDE
| 發行日         | 單曲名                        | 版本                                       |
| 2001年10月17日 | evergreen                     | 8公分CD 12公分CD                           |
| 2001年12月12日 | Angel's tale                  | 8公分CD 12公分CD                           |
| 2002年2月27日  | SHALLOW SLEEP                 | 8公分CD 12公分CD                           |
| 2003年6月4日   | HELLO                         | 12公分CD                                   |
| 2003年11月6日  | HORIZON                       | 12公分CD                                   |
| 2005年10月5日  | COUNTDOWN                     | 12公分CD                                   |
| 2006年2月22日  | SEASON'S CALL                 | CD+DVD 12公分CD                            |
| 2018年6月27日  | WHO'S GONNA SAVE US           | 12公分CD+CONCEPTBOOK 12公分CD              |
| 2018年8月1日   | AFTER LIGHT                   | 12公分CD+CONCEPTBOOK 12公分CD              |
| 2018年10月24日 | FAKE DIVINE                   | 12公分CD+CONCEPTBOOK 12公分CD+DVD 12公分CD |
| 2019年2月6日   | ZIPANG                        | 12公分CD+CONCEPTBOOK 12公分CD+DVD 12公分CD |
| 2019年3月20日  | MAD QUALIA                    | 12公分CD+CONCEPTBOOK 12公分CD+DVD 12公分CD |
| 2020年3月18日  | BELIEVING IN MYSELF/INTERPLAY | 12公分CD+DVD 12公分CD                      |
| 2020年11月25日 | LET IT OUT                    | 12公分CD+DVD 12公分CD                      |
| 2021年10月6日  | NOSTALGIC                     | 12公分CD+DVD 12公分CD                      |
| 2021年11月24日 | FINAL PIECE                   | 12公分CD+DVD 12公分CD                      |

#### VAMPS
| 發行日         | 單曲名                 | 版本            |
| 2008年7月2日   | LOVE ADDICT            | CD+DVD 12公分CD |
| 2009年3月13日  | I GOTTA KICK START NOW | CD+DVD 12公分CD |
| 2009年5月13日  | EVANESCENT             | CD+DVD 12公分CD |
| 2009年9月30日  | SWEET DREAM            | CD+DVD 12公分CD |
| 2010年5月17日  | DEVIL SIDE             | CD+DVD 12公分CD |
| 2010年6月11日  | ANGEL TRIP             | CD+DVD 12公分CD |
| 2010年12月15日 | MEMORIES               | CD+DVD 12公分CD |

### 專輯

#### HYDE
| 發行日         | 專輯名                                   | 版本      |
| 2002年3月27日  | ROENTGEN                                 | CD        |
| 2002年7月4日   | ROENTGEN ENGLISH VERSION（亞洲地區限定） | CD        |
| 2003年12月3日  | 666                                      | CD+DVD CD |
| 2004年10月14日 | ROENTGEN.english                         | CD+DVD CD |
| 2006年4月26日  | FAITH                                    | CD+DVD CD |
| 2009年3月18日  | HYDE ( 新曲加精選集 )                    | CD+DVD CD |
| 2019年6月19日  | ANTI                                     | CD+DVD CD |
| 2024年10月16日 | HYDE［INSIDE］                           | CD+DVD CD |

### 影像作品
| 發行日        | 專輯名 | 版本      |
| 2009年6月10日 | VAMPS  | CD+DVD CD |
| 2010年7月28日 | BEAST  | CD+DVD    |

#### HYDE
| 內容   | 發行日        | 名稱                                                    | 版本                                                                                                 |
| PV集   | 2004年11月3日 | ROENTGEN STORIES                                        | DVD                                                                                                  |
| 演唱會 | 2006年11月8日 | FAITH LIVE                                              | DVD Blu-ray                                                                                          |
| 演唱會 | 2020年1月29日 | HYDE ACOUSTIC CONCERT 2019黑ミサ BIRTHDAY -WAKAYAMA-    | DVD Blu-ray                                                                                          |
| 演唱會 | 2020年7月29日 | HYDE LIVE 2019ANTI FINAL                                | DVD Blu-ray                                                                                          |
| 演唱會 | 2021年5月26日 | HYDE LIVE 2020-2021ANTI WIRE                            | DVD Blu-ray                                                                                          |
| 演唱會 | 2022年7月27日 | HYDE 20th Anniversary ROENTGEN Concert 2021Complete Box | 2Blu-ray＋2CD 2Blu-ray 2DVD                                                                          |
| 演唱會 | 2024年6月12日 | HYDE LIVE 2023                                          | DVD Blu-ray＋VR goggles(HOMID PRIME)＋視聴カード Blu-ray＋VR glasses(HOMID MINI)＋視聴カード Blu-ray |

#### VAMPS
| 內容   | 發行日        | 名稱                                       | 版本 |
| 演唱會 | 2009年2月4日  | VAMPS LIVE 2008                            | DVD  |
| 演唱會 | 2010年3月17日 | VAMPS LIVE 2009 U.S.A.                     | DVD  |
| 演唱會 | 2010年5月12日 | VAMPS LIVE 2009                            | DVD  |
| 演唱會 | 2011年7月13日 | VAMPS LIVE 2010 WORLD TOUR CHILE           | DVD  |
| 演唱會 | 2012年2月15日 | VAMPS LIVE 2010 BEAUTY AND THE BEAST ARENA | DVD  |

## 演出

### 電影
- MOON CHILD（日语：MOON CHILD (映画)） （2003年4月19日、松竹）  － ケイ役
- 下弦之月 Last Quarter（日语：下弦の月 (漫画)）（2004年10月9日、松竹） － Adam 役

### 電視劇
- 後宮婚。（2022年）－ HYDE 役 （第6話）

### 書籍
| 內容   | 發行日        | 名稱                                              |
| 寫真集 | 2003年12月3日 | HYDE 666 ROCK ROCK ROCK                           |
| 寫真集 | 2006年11月8日 | HYDE 3rd SOLO PROJECT 2006 COMPLETE BOOK『FAITH』 |
| 樂譜   | 2007年3月30日 | HYDE OFFICIAL BAND SCORE『FAITH』                 |
| 寫真集 | 2008年6月27日 | HYDE IS DEAD 2002-2008                            |
| 自傳   | 2012年1月29日 | THE HYDE                                          |

## 演唱會
HYDE
| 年代        | 名稱                                                | 日期               | 規模         | 會場 |
| 2002年      | J-WAVE NET presents Hyde ACOUSTIC LIVE              | 3月29日～4月4日    | 1都市2公演   | TOKYO FMホール 東京品川教會 |
| 2002年      | ROCK KIDS 802 presents SPECIAL ACOUSTIC LIVE        | 4月2日             | 1都市1公演   | 大阪 |
| 2003年      | SONS OF ALL PUSSYS WITH HYDE TOUR                   | 4月27日～5月15日   | 6都市10公演  | 名古屋ボトムライン 福岡DRUM LOGOS 橫濱ベイホール 宇都宮VOGUE 大阪Hatch 赤坂BLITZ |
| 2004年      | 2004 FIRST TOUR 666                                 | 2月9日～3月17日    | 11都市22公演 | クラブチッタ川崎 ダイアモンドホール Zepp Fukuoka 高知BAYS SQUARE 廣島CLUB QUATTRO 新潟フェイズ Zepp Sapporo Zepp Osaka 和歌山Gate Zepp Sendai 日本武道館 |
| 2005年      | HALLOWEEN OF THE LIVING DEAD                        | 10月29日～10月31日 | 1都市3公演   | CLUB CITTA' 川崎 |
| 2006年      | HYDE TOUR 2006 FAITH                                | 4月1日～6月27日    | 30都市34公演 | CLUB CITTA' 川崎 水戶LIGHT HOUSE 橫濱BLITZ 高崎clubFLEEZ HEAVEN'S ROCK Utsunomiya VJ-2 SHIBUYA-AX 山梨KAZOO HALL HEAVEN'S ROCK Kumagaya VJ-1 郡山ヒップショット 山形昭和SESSION 青森QUARTER 新潟LOTS 長野CLUB JUNK BOX 富山Club MAIRO 金沢Eight Hall 帶廣MEGA STONE 北見オニオンスタジオ 旭川EDEN 函館金森ホール 岐阜Club-G 豐樵LAHAINA 濱松窓枠 静岡JAMJAMJAM 神戶VARIT 京都MUSE 奈良ネバーランド 和歌山GATE 長崎DRUM Be-7 佐賀GEILS 熊本DRUM Be-9 鹿兒島CAPARVO ホール 宮崎WEATHER KING OITA-T.O.P.S 高知BAY5SQUARE 松山綜合コミュニティーセンターキャメリアホール 高松オリーブホール 米子BELIER 岡山オルガホール 廣島クラブクアトロ |
| 2006年      | HYDE LIVE US Appearances 2006                       | 7月2日～7月6日     | 3都市4公演   | House of Blues in Anaheim House of Blues in Hollywood Slim's in San Francisco the Fillmore in San Francisco |
| 2006年      | HYDE TOUR 2006 FAITH 追加公演                       | 7月15日～9月2日    | 4都市7公演   | Zepp Fukuoka Zepp Sapporo Zepp Sendai 宜野灣市海濱公園戶外劇場 |
| 2006年      | HYDE TOUR 2006 FAITH アリーナ公演                   | 8月13日～8月27日   | 3都市5公演   | 名古屋レインボーホール 大阪城ホール 橫濱體育館 |
| 2011-2012年 | HYDE 10TH ANNIVERSARY PREMIUM LIVE -ROENTGEN NIGHT- | 11月25日～1月29日  | 2都市2公演   | 新富良野プリンスホテル 苗場プリンスホテル |
| 2014年      | HYDERoom Presents 黑ミサ 2014 in Furano             | 12月18日～12月19日 | 1都市1公演   | 新富良野プリンスホテル |
| 2015年      | HYDERoom Presents 黑ミサ 2015 in Furano             | 12月19日～12月20日 | 1都市1公演   | 新富良野プリンスホテル |
| 2016年      | HYDERoom Presents 黑ミサ 2016 in Furano             | 12月16日～12月18日 | 1都市1公演   | 新富良野プリンスホテル |
| 2017年      | HYDERoom Presents 黑ミサ 2017 in Furano             | 12月16日～12月17日 | 1都市1公演   | 新富良野プリンスホテル |
| 2017年      | HYDE Christmas Concert 2017 -黑ミサ TOKYO-          | 12月23日～12月24日 | 1都市2公演   | 幕張メッセ国際展示場4・5・6ホール |
| 2018年      | HYDE ACOUSTIC CONCERT TOUR 2018 -黑ミサ ASIA-       | 5月2日～5月 14日   | 5都市6公演   | Shanghai Luwan Gymnasium（上海） BJ-EXPO Theatre（北京） STAR HALL（香港） MCA Hall（クアラルンプール） TICC（台北） |
| 2018年      | HYDE LIVE 2018                                      | 6月29日～8月1日    | 5都市18公演  | Zepp Tokyo Zepp Sapporo Zepp Nagoya Sendai PIT Zepp Osaka Bayside |

VAMPS
| 年代   | 名稱                                                | 日期              | 規模         | 會場 |
| 2008年 | VAMPS LIVE 2008                                     | 8月1日 - 10月28日 | 6都市46公演  | Zepp Sendai （6公演） Zepp Sapporo （6公演） Zepp Fukuoka （6公演） Zepp Nagoya （10公演） Zepp Osaka （10公演） Zepp Tokyo （8公演）                                                                                                 |
| 2008年 | NIGHTMARE OF HALLOWEEN                              | 10月30.31日       | 全2公演      | Zepp Tokyo |
| 2009年 | VAMPS LIVE 2009                                     | 5月8日 - 9月5日   | 5都市30公演  | CLUB CITTA （6公演） Zepp Fukuoka （6公演） Zepp Sapporo （6公演） Zepp Sendai （6公演） Zepp Tokyo （6公演） 日本環球影城（4公演） 日本ガイシ スポーツプラザ 日本ガイシホール （2公演） 日本武道館 （4公演）                         |
| 2009年 | VAMPS LIVE 2009 U.S.A.                              | 7月11日 - 8月1日  | 美國全10公演 | Fillmore at lrving Plaza Warped Tour - Hartford, CT Warped Tour - Columbia, MD Soner Showbox at The Market Hawthorne Theater Grand Ballroom at the Regency Center Wasted Space at the Hard Rock Hotel and Casino Soma Wiltern Theater |
| 2009年 | 夏日搖滾高峰會（東洋組）- VAMPS 2009 LIVE in TAIPEI | 8月11.12日        | 全2公演      | 台北 華山文化園區 |
| 2010年 | VAMPS2010WORLDTOUR - VAMPS 2010 LIVE in TAIPEI      | 9月26日           | 全1公演      | 台北 南港展覽館 |

## 外部連結
- （日語）HYDEIST（页面存档备份，存于）
- （日語）Haunted Records
- （日語）VAMPROSE（页面存档备份，存于）
- （日語）VAMPS
- （日語）L'Arc-en-Ciel Official Web Site
- （日語）LArcom.net（页面存档备份，存于）
- 台灣SONY東洋音樂部落格（页面存档备份，存于）